# Valerius Caton
Pour les articles homonymes, voir Caton.
Valerius Caton est un poète et grammairien romain de langue latine du Ier siècle av. J.-C.

## Biographie
Selon le témoignage de Suétone, il était d'origine gauloise et de naissance libre, mais fut orphelin très jeune. Dans les troubles de l'époque de Sylla, il fut dépouillé de son patrimoine ; il composa à ce sujet, sous le titre de Dires (Imprécations), un poème où il maudit les ravisseurs et qui a été quelquefois attribué à Virgile.
Il devint professeur et enseigna notamment la poésie. Sa réputation fut grande et il attira de nombreux élèves, comme Marcus Furius Bibaculus, ce qui ne l'empêcha pas de vivre et de mourir dans la pauvreté. Deux épigrammes de Bibaculus, conservées par Suétone, mentionnent à la fois l'admiration qu'éprouvait Bibaculus et son indignation devant le sort qui était réservé à son maître :
- « Quand on voit la maison de mon cher Caton, et ces lambris peints en rose, et ces jardins confiés à la garde de Priape, on se demande par quel art il a pu parvenir à ce comble de la sagesse, que, pour le nourrir sous un méchant toit jusqu’à son extrême vieillesse, il suffit de trois tiges de légumes, d’une demi-livre de farine et de deux grappes de raisin. »
- « Ô, mon cher Gallus, les créanciers de Caton allaient dernièrement par toute la ville, proposant l’achat de sa maison de Tusculum ; et nous nous étonnions qu’un maître sans pareil, qu’un grammairien consommé, qu’un poète excellent, qui sait résoudre toutes les questions, pût se trouver une seule fois embarrassé. Il a la sagesse de Zénodote, il a l’austérité de Cratès. »

Il fut aussi poète ; parmi ses poèmes, ses contemporains appréciaient particulièrement une Lydie et une Diane.
L'Histoire littéraire de la France lui consacre un chapitre.